# Ghatlodiya
Ghatlodiya é uma cidade e um município no distrito de Ahmadabad, no estado indiano de Guzerate.

## Demografia
Segundo o censo de 2001, Ghatlodiya tinha uma população de 106,259 habitantes. Os indivíduos do sexo masculino constituem 53% da população e os do sexo feminino 47%. Ghatlodiya tem uma taxa de alfabetização de 83%, superior à média nacional de 59.5%: a literacia no sexo masculino é de 85% e no sexo feminino é de 80%. Em Ghatlodiya, 10% da população está abaixo dos 6 anos de idade.